# Unidade DI

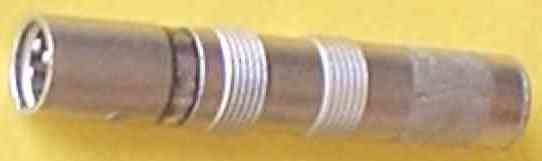
Um DI passivo bastante simples

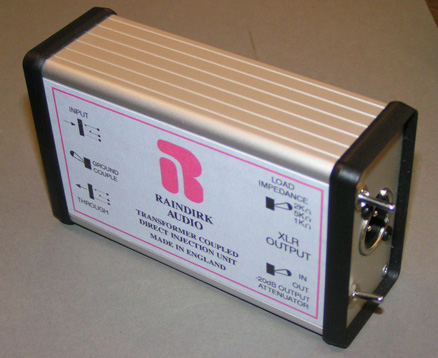
Um DI passivo de alta impedância

Uma unidade DI, caixa DI, Direct box, Direct Input, Direct Injection ou simplesmente DI é um dispositivo normalmente utilizado em estúdios de gravação para conectar um sinal de saída não equilibrado de alta impedância e de nível de linha a uma entrada balanceada de microfone de baixa impedância, normalmente através de um conector XLR. São frequentemente usados para conectar uma guitarra elétrica ou baixo elétrico a uma entrada de microfone de uma mesa de som. O DI realiza a adaptação de nível, balanceamento e até mesmo a adaptação/ponte de impedância para minimizar o ruído, a distorção e loops de aterramento.
O termo DI é variavelmente utilizado para designar direct input (entrada direta), direct injection (injeção direta) ou direct interface (interface directa). São dispositivos amplamente utilizados com sistemas de PA profissionais e semi-profissionais em espectáculos e em estúdios de gravação.
Os fabricantes lroduzem uma gama amargada de equipamentos, desde simplea unidades passivas de baixo custo até unidades activas e sofisticadas de custo elevado. As caixas DI podem fornecer diversas funcionalidades e opções controláveis pelo utilizador (por ex., um selector manual de 0dB, 20dB ou 40dB  e, ou um interruptor "ground lift"). Podem possuir diferentes tipos de caixa, sendo geralmente em metal para ajudar na protecção de interferências eléctricas. Alguns amplificadores de baixo possuem a sua própria DI incorporada, de modo a que o sinal de output do baixo possa ser ligado directamente a uma mesa de mistura, num contexto de reforço sonoro, espectáculo ao vivo ou estúdio de gravação.